# Wassaw Sound
Wassaw Sound ist eine Bucht an der Atlantikküste nahe Savannah im US-Bundesstaat Georgia.
Bekannt wurde die Bucht durch eine Seeschlacht während des Sezessionskriegs 1863 sowie durch den Abwurf der Tybee-Bombe, die 1958 aufgrund eines Unfalls zweier Bomberflugzeuge aus einer Höhe von rund 2200 Metern und bei einer Geschwindigkeit von 200 Knoten über der Bucht abgeworfen wurde.
Während der Olympischen Sommerspiele 1996 in Atlanta war die Bucht Austragungsort der olympischen Segelregatten, die auf vier verschiedene Kursen ausgetragen wurden.